# Col de la Forclaz (Haute-Savoie)
Col de la Forclaz nebo Forclaz-de-Montmin je alpský silniční průsmyk ve francouzském departementu Haute-Savoie o nadmořské výšce 1 147 m. Umožňuje přechod mezi východním břehem jezera Lac d'Annecy od vesnice Talloires do vesnice Montmin v údolí Montmin, které dále klesá do vesnice Vesonne (Faverges) v oblasti Faverges. Nachází se na katastrálním území francouzské obce Talloires-Montmin. Na vrcholu průsmyku Col de la Forclaz je postavena kaple sv. Rocha. Socha, představující pravděpodobně svatého Antonína, která se v kapli nacházela, byla v roce 1979 odcizena. 

## Toponymie
Slovo Forclaz označuje "průchod v horách" v této části Alp. Pochází z latinského Furca, Furcula, což znamená „malé rozcestí“.

## Poloha
Z vrcholu průsmyku Col de la Forclaz jsou nádherné panoramatické výhledy na jezero Lac d'Annecy a horské pastviny v okolí vrcholu La Tournette za ním.

## Pěší turistika
Z průsmyku a v jeho bezprostřední blízkosti je možné podniknout mnoho pěších túr:
- z průsmyku vede cesta do vesnice Verthier (Doussard);
- další cesta vede k horské chatě chalet de l'Aulp;
- pokud jste dobří chodci, zkuste výstup na La Tournette (2 352 m, 6 h);
- mnohem méně náročný je okruh Sedmi fontán v Montminu (1 h).

## Paragliding
Průsmyk je proslulým místem pro volné létání (závěsné létání, paragliding). 
V letech 2004, 2009 a 2012 se na místě konala etapa světového poháru v dálkovém paraglidingu a v roce 2015 mistrovství Francie v akrobacii na padácích.
V roce 2016 lokalita hostila mistrovství světa FAI v akrobatickém paraglidingu.

## Cyklistika
Col de La Forclaz bývá horskou prémií na Tour de France. Od roku 1994 je zařazen do 1. kategorie. 
Vítězní jezdci na prémii :
- 1959 (19. etapa): Rolf Graf, Švýcarsko
- 1997 (15. etapa) : Laurent Jalabert, Francie
- 2004 (17. etapa) : Richard Virenque, Francie
- 2016 (19. etapa) : Thomas De Gendt, Belgie

## Galerie

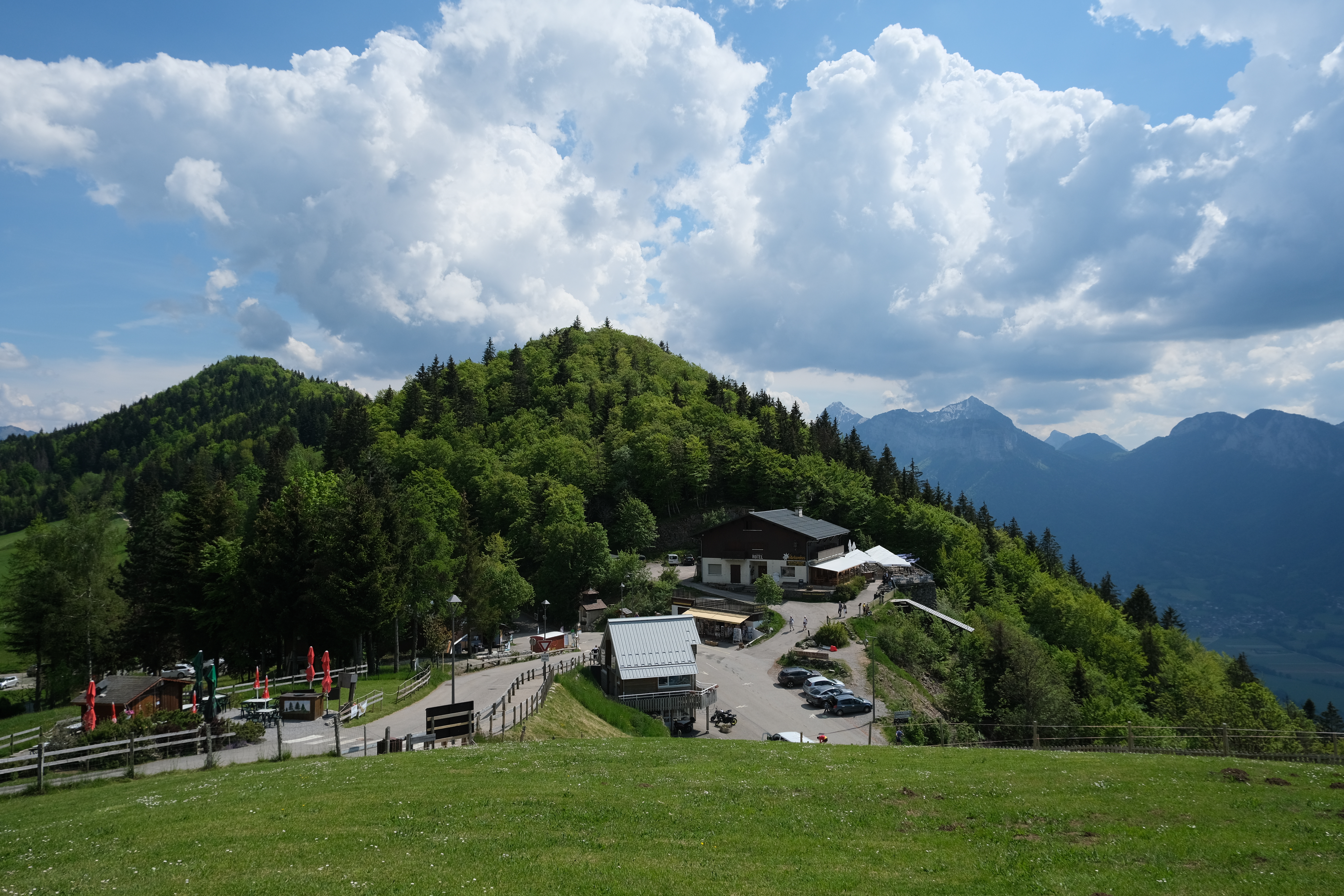
vrchol průsmyku
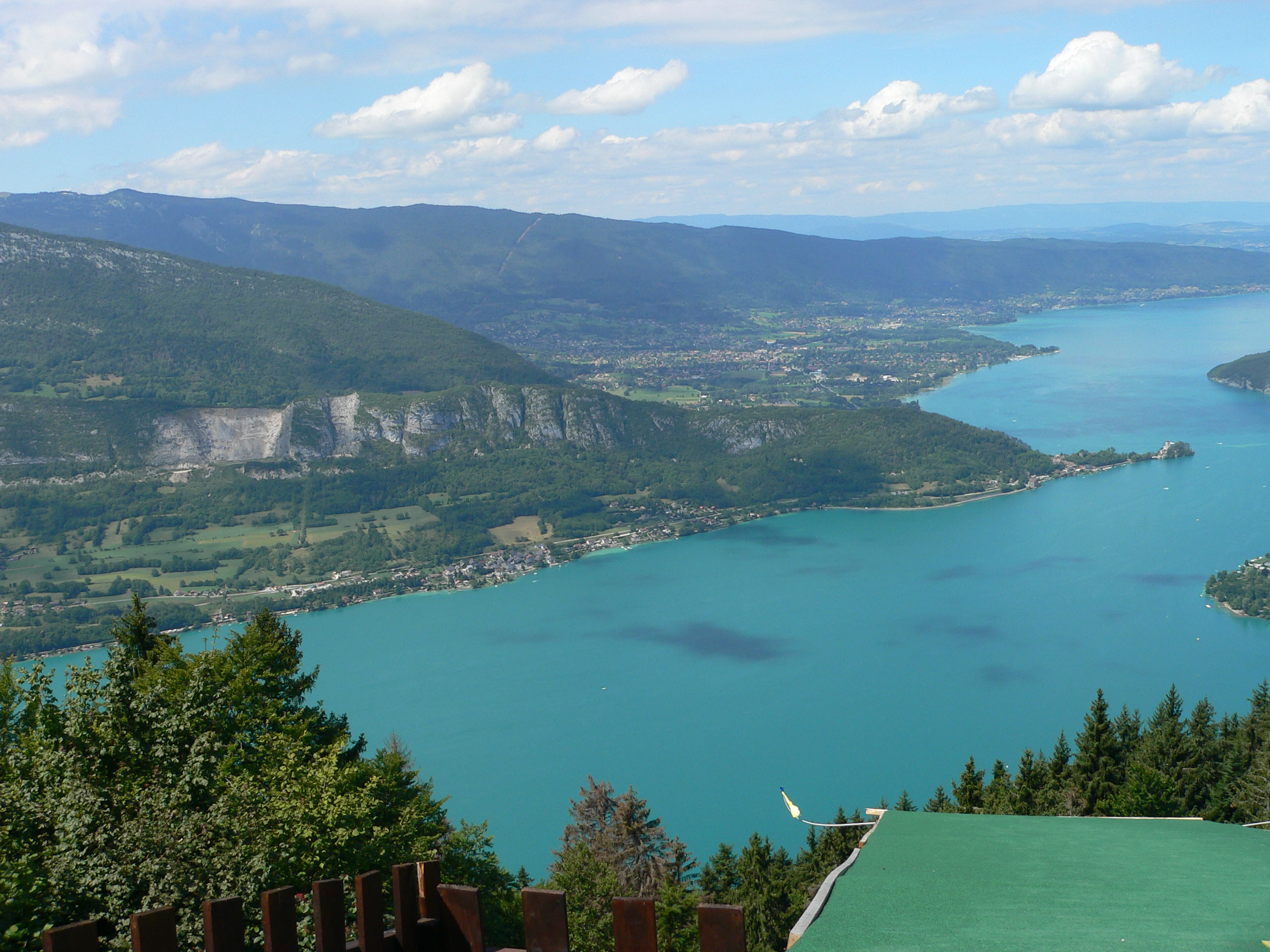
pohled na jezero Lac d'Annecy z průsmyku
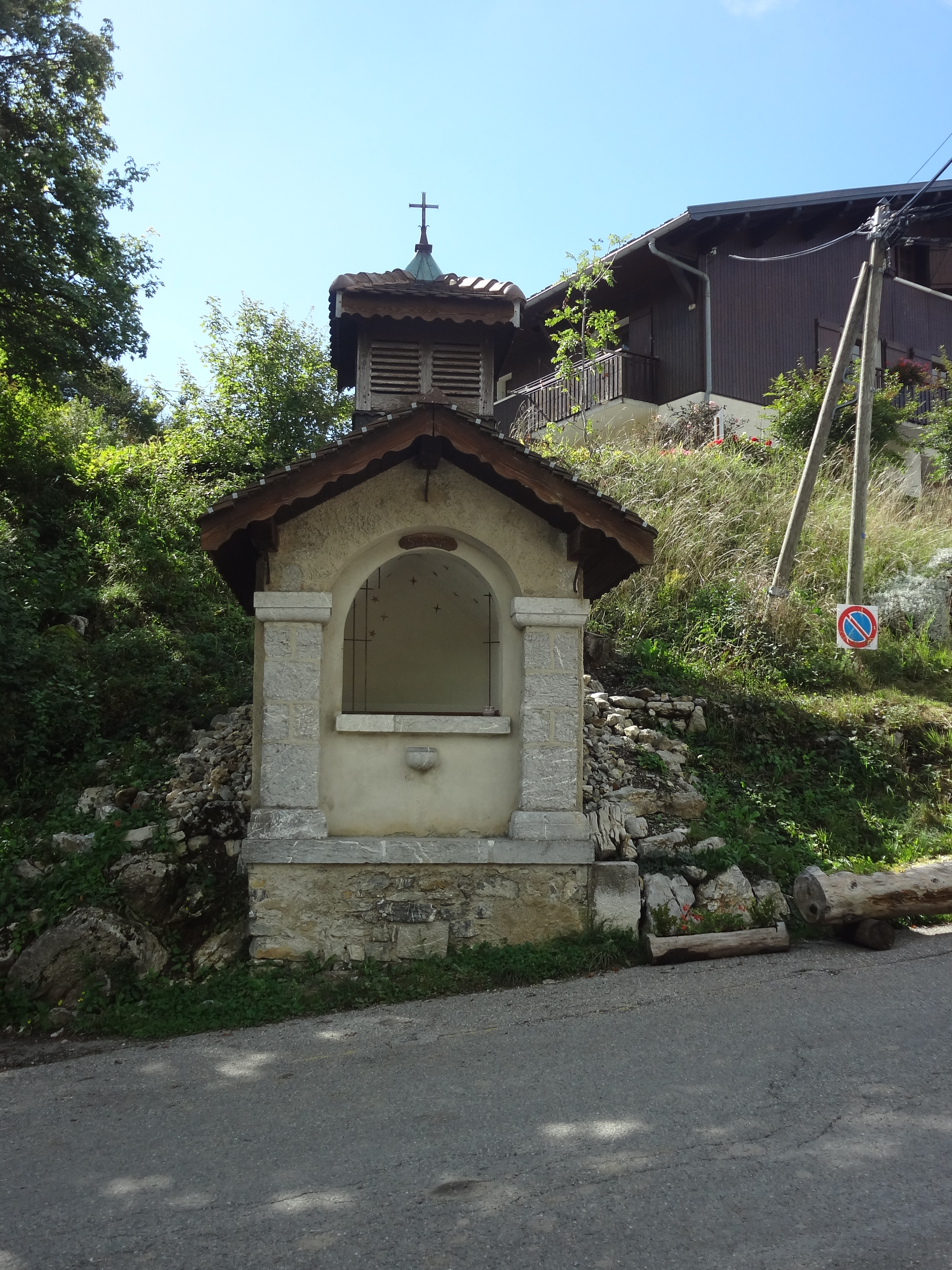
kaple svatého Rocha
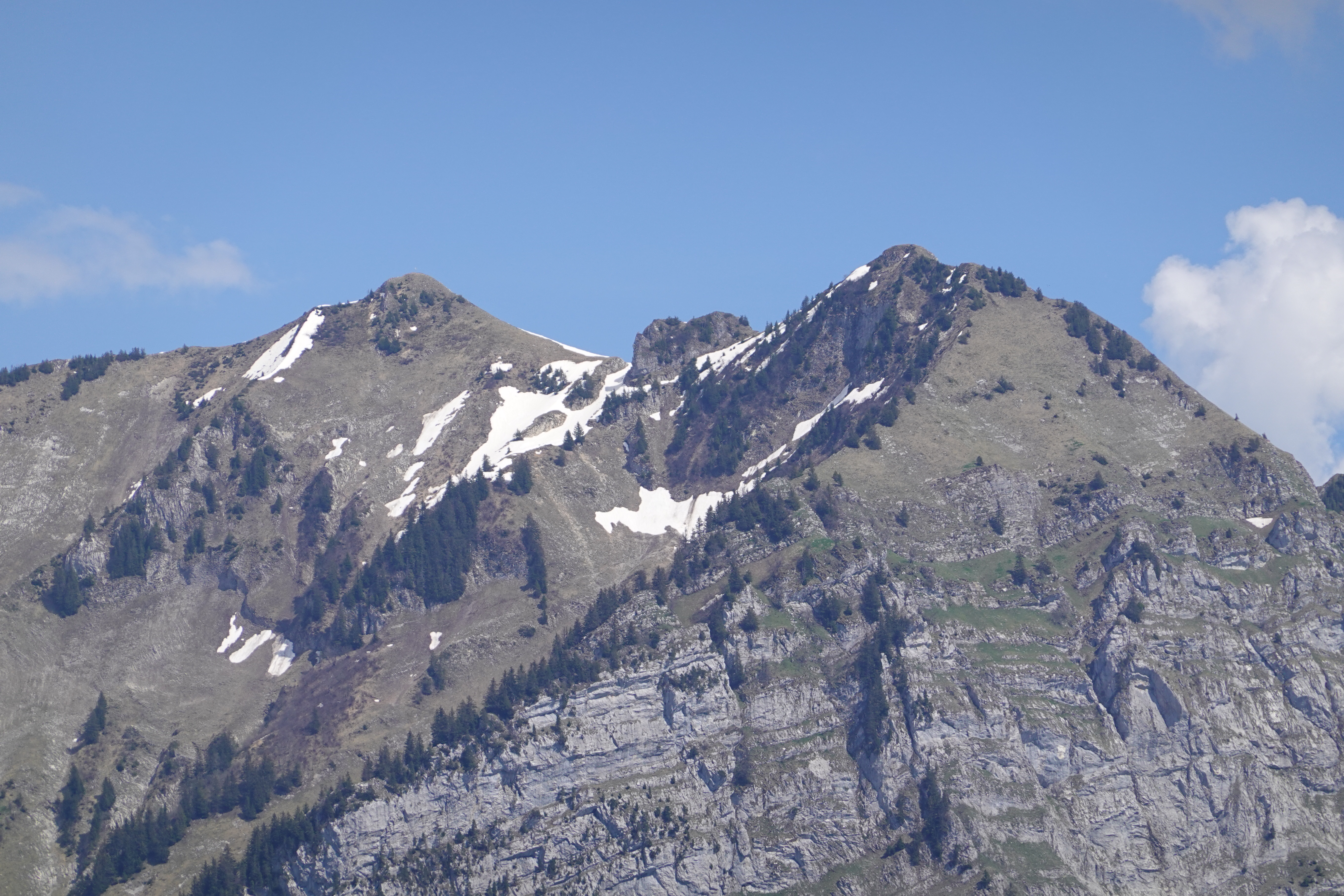
pohledy z průsmyku
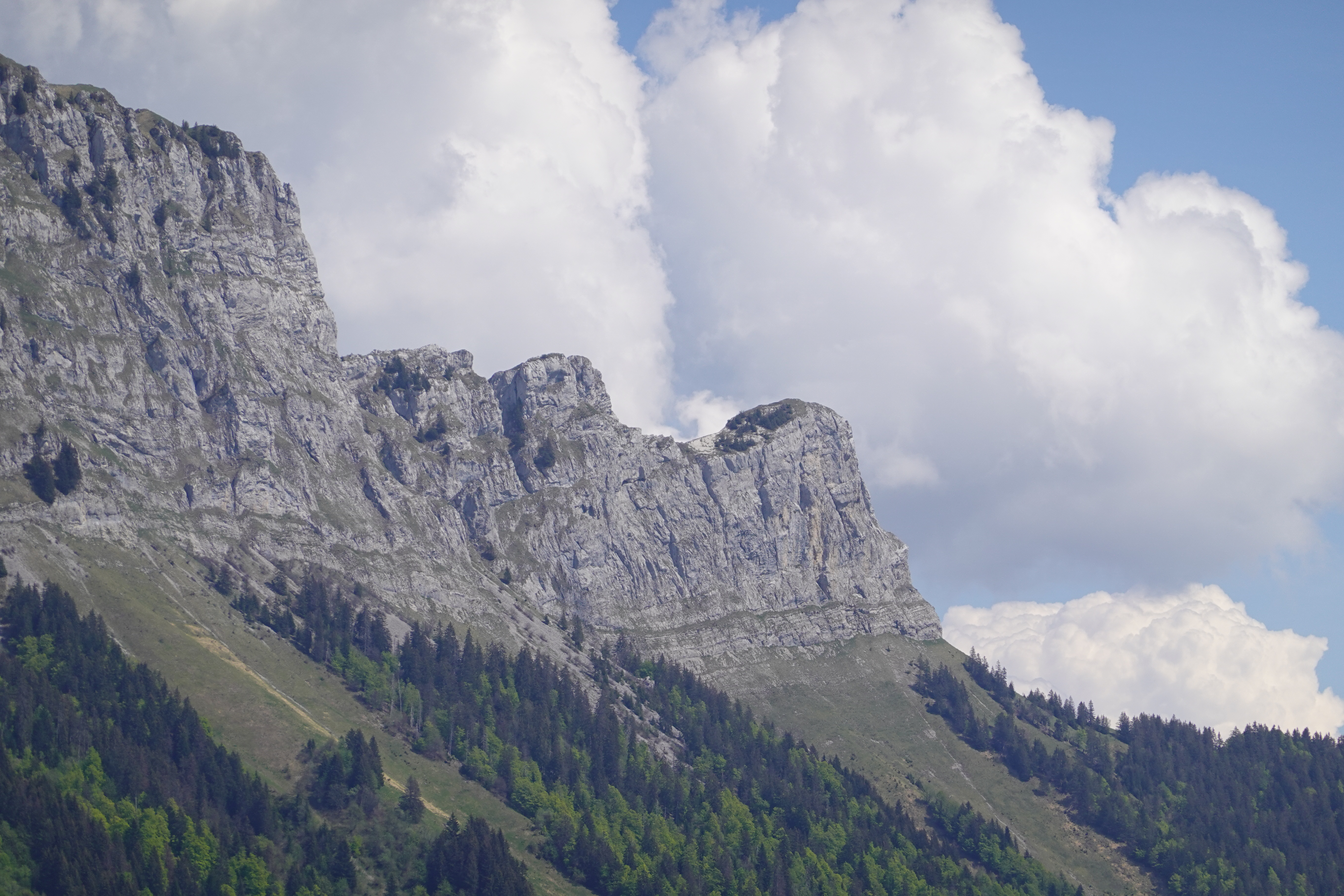
pohledy z průsmyku